# Лужанков Олександр Олександрович
Олександр Олександрович Лужанков (біл. Лужанкоў Аляксандр Аляксандравіч, нар. 7 травня 1983, Могильов) — білоруський футболіст, який виступав на позиції нападника. Частину кар'єри провів у вищих дивізіонах Білорусі (де грав за мозирську «Славію»), та України (грав за луцьку «Волинь»), більшу частину кар'єри провів за нижчолігові клуби Білорусі, грав також у третьому російському дивізіоні за «Сахалін».

## Кар'єра футболіста
Олександр Лужанков розпочав кар'єру професійного футболіста у другому по силі футбольному клубі свого рідного міста — Могильова — «Торпедо-Кадино», яка на той час виступала у другому білоруському футбольному дивізіоні. За три роки молодий нападник у 78 матчах відзначився забитими м'ячами 11 разів, та потрапив на олівець селекціонерам луцької «Волині», яка на той час грала у вищій українській лізі. В українській команді білоруський нападник дебютував 15 березня 2004 року в грі з київською «Оболонню». Проте до кінця сезону Лужанков зіграв лише 6 матчів у чемпіонаті України, у яких забитими голами відзначитись йому не вдалося. Футболіст частіше грав у дублюючому складі команди та у фарм-клубі лучан — млинівській «Ікві». З початку наступного сезону ситуація не змінилась, футболіст рідко потрапляв до основного складу команди, і в першій половині сезону 2004—2005 зіграв лише 2 матчі без забитих м'ячів, а причиною цього стали чисельні травми. Хоча гра білоруського нападника імпонувала головному тренеру лучан Віталію Кварцяному, проте відсутність забитих м'ячів у Лужанкова змусила керівників «Волині» відпустити білоруса на батьківщину в оренду до місцевої вищолігової «Славії». У мозирському клубі Лужанков грав лише протягом піроку, за цей час зіграв лише кілька матчів на позиції опорного півзахисника, та знову повернувся до Луцька. Проте і надалі в луцькому клубі білорус знаходився у резерві, грав переважно за дублюючий склад, а у вищій лізі за увесь сезон провів лише три матчі. Наприкінці 2005 року Лужанков їздив на перегляд до Ірану, проте даних за те, що він грав у цій країні, немає. По закінченні сезону 2005—2006 футболіст знову відправився в оренду на батьківщину, цього разу до клубу зі свого рідного міста «Савіт», де за півроку забив у 16 матчах 10 м'ячів і допоміг команді піднятися із третього білоруського дивізіону до другого. Після закінчення терміну оренди білорус повернувся до Луцька, і навіть пройшов із «Волинню» передсезонні збори, проте у команді не залишився, і протягом року грав за інший нижчоліговий білоруський клуб — «Комунальник» зі Слоніма. Наступного року футболіст вирішив змінити команду, і став гравцем російського клубу з Далекого Сходу — «Сахалін», який базується на однойменному острові. За півроку Олександр Лужанков вирішив повернутись на батьківщину, і до кінця року грав за нижчоліговий гомельський клуб ДСК. Узимку 2009 року футболіст вів переговори із клубом «Барановичі» з однойменного міста, проте обрав перехід у більш фінансово заможний «Комунальник», у якому вже виступав раніше. Проте улітку футболіст таки перейшов до клубу з Баранович. і у першому ж матчі за новий клуб зумів тричі відзначитись у воротах «Білкарду» у грі 1/32 фіналу Кубка Білорусі. Проте у чемпіонаті Білорусі в першій лізі гра форварду не пішла, і він не зумів відзначитись забитими м'ячами, і покинув барановичівський клуб. Наступного року футболіст грав за команду «Сморгонь» з однойменного міста, де у дгугому білоруському дивізіоні за рік відзначився 9 забитими м'ячами у 29 матчах, і став кращим бомбардиром команди, хоча клуб із Гродненської області зайняв лише 12 місце після вильоту з вищої білоруської ліги. У черговий раз футболіст вирішив змінити клуб, у 2011 році грав за нижчоліговий «Клечеськ», а пізніше став гравцем світлогорського «Хіміка». у 2012 році Лужанков грав за слонімський «Білтрансгаз», та допоміг йому вийти до першої білоруської ліги. 2013 рік Олександр Лужанков розпочав виступами за клуб «Орша» з однойменного міста, проте, хоча відзначався там хорошою результативністю, невдовзі перейшов до клубу «Слонім», у якому виступав до кінця року. На початку 2014 року повернувся до «Орші», став за рік її кращим бомбардиром, відзначившись у 29 матчах 16 забитими м'ячами, і допоміг команді вийти до першої білоруської ліги. Футболіст не тільки забив кілька важливих голів за клуб, а й зумів забити винятково красивий гол «бісіклетою» у матчі з «Вітебськом-2», та ще й на пару з товаришем по команді Андрієм Ломако. Проте в оршанської команди розпочались фінансові проблеми, і Олександр Лужанков на початку 2015 року вирішив покинути клуб. Спочатку він тренувався з могилівським «Торпедо», за яке він раніше виступав, проте з початком сезону 2015 року став гравцем клубу другої білоруської ліги «Спартака» зі Шклова. На початку 2016 року футболіст знову розпочав виступи за клуб «Орша», але вже в цьому році завершив виступи на футбольних полях.